# Юинг, Ларри
Ларри Юинг (англ. Larry Ewing) — американский программист и дизайнер. Известен как создатель официального талисмана Linux — пингвина Tux, а также как создатель логотипа компании Ximian. Имеет отношение к следующим проектам:
- F-Spot — программа для работы с цифровыми фотографиями, фотоорганайзер для GNOME.
- GtkHTML — HTML-редактор, используемый в ряде проектов свободного программного обеспечения.
- Evolution — графическая клиентская программа управления электронной почтой, контактами и временем c открытым кодом.
- GIMP — растровый графический редактор, программа для создания и обработки растровой графики и частичной поддержкой работы с векторной графикой.

Он живёт в Остине (штат Техас) вместе со своей женой Евой и дочерью Кристи.